# Comuna Baranîkivka, Bilovodsk
Baranîkivka (în ucraineană Бараниківка) este o comună în raionul Bilovodsk, regiunea Luhansk, Ucraina, formată din satele Baranîkivka (reședința) și Zelekivka.

## Demografie
Componența lingvistică a comunei Baranîkivka
     Ucraineană (91,33%)
     Rusă (8,5%)
Conform recensământului din 2001, majoritatea populației comunei Baranîkivka era vorbitoare de ucraineană (91,33%), existând în minoritate și vorbitori de rusă (8,5%).